# Bitwa pod Mołodecznem (1920)

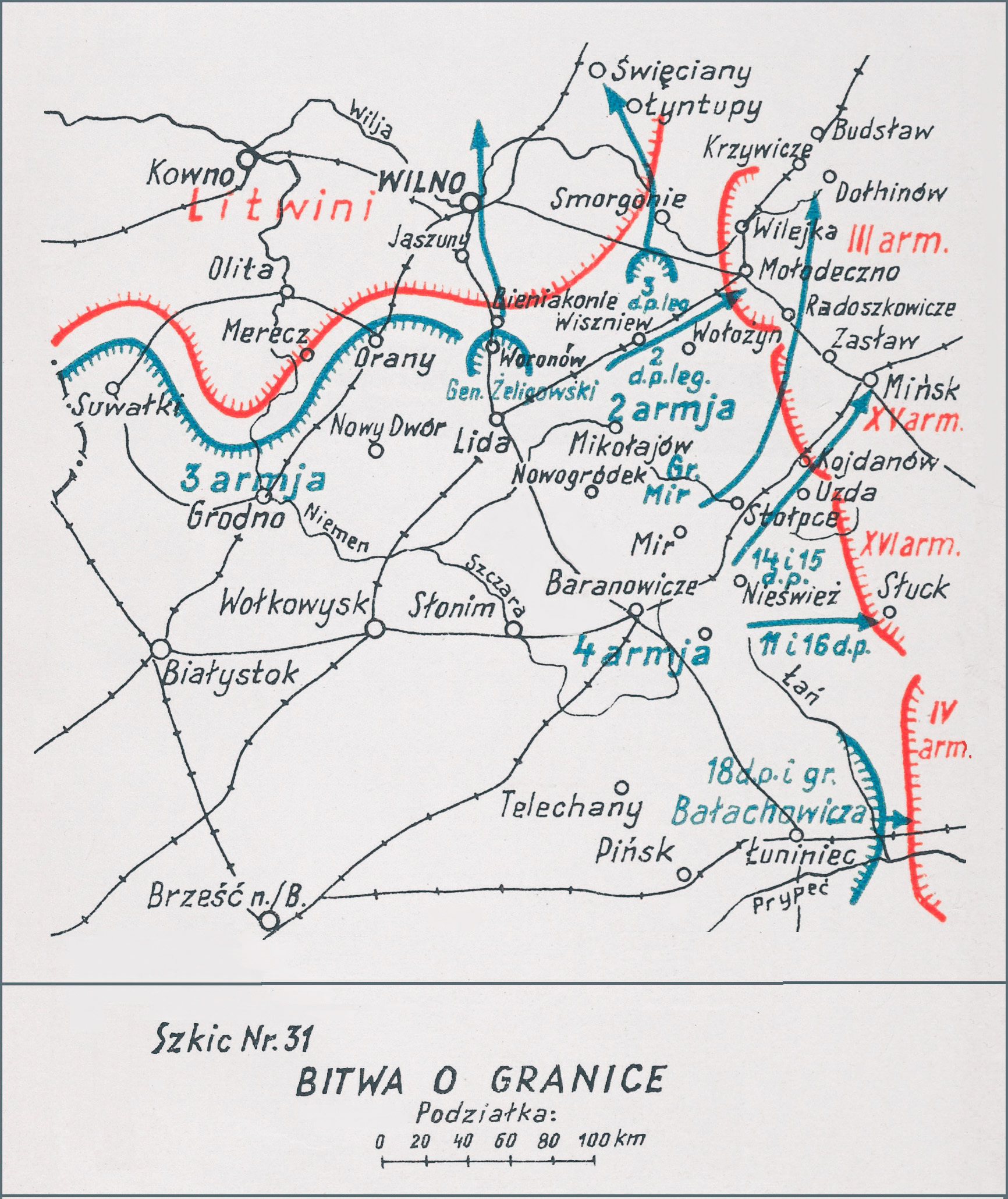
Adam Przybylski
Wojna Polska 1918–1921

Bitwa pod Mołodecznem – walki polskiej 2 Armii gen. Edwarda Rydza-Śmigłego z sowieckimi 5. i 56 Dywizją Strzelców w czasie ofensywy jesiennej wojsk polskich w okresie wojny polsko-bolszewickiej.

## Sytuacja ogólna
Po wielkiej bitwie nad Wisłą, Naczelne Dowództwo Wojska Polskiego zreorganizowało struktury wojskowe; zlikwidowało między innymi dowództwa frontów i rozformowało 1. i 5. Armię. Na froncie przeciwsowieckim rozwinięte zostały 2., 3., 4. i 6. Armia.
10 września, na odprawie w Brześciu ścisłych dowództw 2. i 4 Armii, marsz. Józef Piłsudski nakreślił zarys planu nowej bitwy z wojskami Frontu Zachodniego Michaiła Tuchaczewskiego. Rozpoczęły się prace sztabowe nad planem bitwy niemeńskiej.
Toczona w dniach 20–28 września operacja zakończyła się dużym sukcesem militarnym Wojska Polskiego.
Jeszcze w nocy z 25 na 26 września sztab Naczelnego Wodza przygotował dokumenty do kolejnej fazy operacji. Jej celem było wykonanie manewru okrążającego i ostateczne pobicie wojsk sowieckiego Frontu Zachodniego
W zasadzie rozegrany w dniach 28–29 września bój pod Lidą był zakończeniem kolejnego etapu walk. Bezpośrednio po nim polskie dywizje przystąpiły do pościgu za pobitym nieprzyjacielem. Pościg ten objął rozległy front od Niemna na północy, aż po Prypeć na południu.
Z 2 Armii gen. Edwarda Śmigłego-Rydza wydzielono grupę pościgową „Mir” pod dowództwem pułkownika Stefana Dęba-Biernackiego w składzie: 1 Dywizja Piechoty Legionów oraz 2. i 4 Brygada Jazdy, która przekroczywszy Niemen na południowy wschód od Lidy, parła przez Nowogródek ku linii kolejowej Baranowicze-Mińsk, starając się zepchnąć sowiecką 15 Armię Augusta Korka i resztki 3 Armii Władimira Łazariewicza z drogi odwrotu na Mińsk.
Polska 4 Armia gen. Leonarda Skierskiego parła czołowo i spychała 15 Armię na Mińsk i 16 Armię Nikołaja Sołłohuba na Słuck.
Grupa generała Franciszka Krajowskiego w składzie 18 Dywizja Piechoty i grupa Bałachowicza szła od Pińska przez Łuniniec ku rzece Łań, odrzucając stojące przed nią oddziały sowieckiej 4 Armii Aleksandra Szuwajewa.
Osiągnięta w pościgu 9 października przez polską 4 Armię linia frontu biegła wzdłuż rzeki Łań (grupa gen. Krajowskiego), przez Kleck i Nieśwież (11. i 16 Dywizja Piechoty) do Niemna pod Stołpcami (14. i 15 Dywizja Piechoty).
Wobec mającego nastąpić wkrótce rozejmu, wojska polskie dążyły do zajęcia korzystnej linii frontu.
4 października marszałek Józef Piłsudski wydał rozkaz operacyjny nakazujący jednostkom 2 Armii osiągnięcie linii Kojdany – Hulewicze – Lachwa oraz opanowanie Mołodeczna.

## Walki pod Mołodecznem
7 października zadanie zajęcia Mołodeczna otrzymała 2 Dywizja Piechoty Legionów. W czasie działań współdziałać miała z grupą „Mir”, grupą jazdy płk. Stefana Strzemieńskiego w składzie 2. i 4 Brygada Jazdy i z 1 Dywizją Piechoty Legionów.
10 października 2 Armia zajęła pozycje wyjściowe do natarcia. Jej 2 DPLeg. utworzyła zgrupowanie uderzeniowe w rejonie Łoska i następnego dnia uderzyła przez Lebiedziew na Mołodeczno.
Grupa ppłk. Michała Zabdyra w składzie 3 pułk piechoty Legionów bez batalionu z dywizjonem artylerii ciężkiej dotarła do Wołożyna. W tym czasie II Brygada Piechoty Legionów płk. Stanisława Tessaro stoczyła bój z oddziałami 5. i 6 DS w rejonie Markowa, Rumiancewa, Masznina i Lebiedziewa.
Tymczasem 24 pułk piechoty rozbił pod Chatuciczami pododdziały 6 Dywizji Strzelców, a 46 pułk piechoty opanował Zaśkiewicze i ruszył na Słobódkę i Śmierdzieje.
12 października zgrupowanie uderzeniowe kontynuowało marsz na Mołodeczno.
II batalion i kompanie III batalionu 4 pułku piechoty Legionów nacierały na Lebiedziewo, a I batalion maszerował wzdłuż linii kolejowej na Konowicze i Prudy.
W rejonie Lebiedziewa 4 ppLeg. odparł kontratak wyprowadzony siłami sowieckiego 51 pułku strzelców.
Rano następnego dnia Polacy dotarli pod Mołodeczno. II i III batalion 4 ppLeg. opanowały dworzec kolejowy. Wkrótce nadciągnął także batalion 2 pułku piechoty Legionów oraz grupa ppłk. Michała Zabdyra. Ta ostatnia pokonała oddziały sowieckie pod Berezowcami i Kopaczami. Operujący na północ od Mołodeczna 24 pułk piechoty opanował Śmierdzieje i Glinne, a następnego dnia zdobył Wilejkę.
13 października Sowieci uderzyli siłami 50, 51 i 53 pułków strzelców. Zacięte walki zakończyły się odwrotem czerwonoarmistów. W tym czasie w rejonie Zaborze – Kozłów – Studzieniec 3. i 4 Brygady Jazdy rozbiły wycofującego się przeciwnika, zdobyły Wjazyń i Sosenkę i wyszły na rubież Dołhinów – Krzywicze. Następnego dnia oddziały polskie przeszły do obrony opanowanego terenu, nie podejmując dalszych działań zbrojnych.